# Паустри
Паустри (пол. Paustry, нім. Paustern) — село в Польщі, у гміні Гурово-Ілавецьке Бартошицького повіту Вармінсько-Мазурського воєводства.
Населення — 109 осіб (2011).

## Демографія
Демографічна структура станом на 31 березня 2011 року:
|          | Загалом | Допрацездатний вік | Працездатний вік | Постпрацездатний вік |
| -------- | ------- | ------------------ | ---------------- | -------------------- |
| Чоловіки | 62      | 10                 | 48               | 4                    |
| Жінки    | 47      | 12                 | 25               | 10                   |
| Разом    | 109     | 22                 | 73               | 14                   |